# Тамм-Гётлинд, Мерта
Мерта Тамм-Гётлинд (швед. Märta Elisabet Katarina Tamm-Götlind; 16 октября 1888 — 22 июня 1982, Уппсала) — шведская писательница и этнолог, активист движения за права женщин.

## Биография и творчество
Мерта Тамм родилась в 1888 году и росла в поместье Тветаберг близ Сёдертелье. Её родителями были Анна и Оскар Тамм; в семье было пятеро детей. В 1895 году семья переехала в Стокгольм, где Мерта посещала школу для девочек Карин Олин. В числе её учителей была Лидия Вальстрём. В 1909 году Мерта получила диплом учительницы начальных классов и в том же году поступила в Стокгольмский колледж (ныне университет), но затем, чтобы иметь возможность стать учительницей шведского языка, перевелась в Уппсальский университет, где, в отличие от стокгольмского, преподавались скандинавские языки.
Её сестра Альфхильд стала первой женщиной-врачом в Швеции, работавшей в психиатрической больнице. Она постоянно конфликтовала с властями, отстаивая своё право женщины заниматься профессиональной деятельностью и делать карьеру. Тяжёлые испытания её сестры усилили интерес Мерты к борьбе женщин за избирательные права.
В 1911 году Мерта приняла участие в Международном конгрессе суфражисток в Стокгольме. Большое впечатление на неё произвело выступление Анны Говард Шоу, лидера американского движения суфражисток и пастора методистской церкви. Впоследствии Мерта выступала за право женщин становиться священниками, а первую свою книгу, опубликованную в 1920 году, посвятила Анне Говард Шоу.
Во время учёбы в университете Мерта Тамм познакомилась с Юханом Гётлиндом, сыном фермера из Вестра-Гёталанда, и в 1917 году вышла за него замуж. В 1918 году Гётлинд защитил докторскую диссертацию. Основной областью его интересов были диалекты и фольклор, и он работал в уппсальском Архиве Диалектов (Landsmålsarkivet). Под его влиянием Мерта начала писать статьи по истории культуры и заниматься изучением фольклора, в том числе в Архиве Диалектов. В 1920-х годах у неё родились двое детей, и впоследствии, вплоть до 1945 года, Мерта Тамм-Гётлинд писала детские книги. Она также оставалась тесно связанной с женским движением и в 1920-х — 1930-х годах много писала для таких женских журналов, как Idun, Hertha и Tidevarvet. В 1957 году Тамм-Гётлинд написала книгу о женщинах-священниках. Кроме того, она ездила по провинции с лекциями для женщин, а с 1948 по 1967 год была председателем уппсальской секции Международного женского союза за мир и свободу. В 1980 году Мерта Тамм-Гётлинд была избрана почётным доктором Уппсальского университета, на основании её вклада в этнологические исследования, осуществлённые в рамках лекций и газетных публикаций.
Мерта Тамм-Гётлинд умерла в 1982 году в Уппсале в возрасте 93 лет.